# Überbauung Dorflinde
Die Überbauung Dorflinde ist eine 1976 errichtete städtische Überbauung in Zürich-Oerlikon, die verschiedene öffentliche Bauten enthält. 

## Lage
Die Überbauung befindet sich im Zentrum von Oerlikon an der Schwamendingenstrasse in der Nähe der Herz-Jesu-Kirche. Sie ist mit der Haltestelle «Dorflinde» der Buslinie 75 mit dem Bahnhof Oerlikon und dem Schwamendingerplatz verbunden.

## Bauwerk
Die Überbauung besteht aus vier Gebäuden, die vier bis zwölf Stockwerke hoch sind und eine typisch bräunlich-gelbliche Farbgebung haben. Ein einstöckiges Sockelgeschoss verbindet die Bauten und trägt auf dem Dach eine begrünte Terrasse mit parkähnlicher Gartenanlage. Zwischen den Gebäuden liegt eine grosse Fussgängerzone. 
Der grösste Teil der Dorflinde wird von einem Alterswohnheim und einer Alterssiedlung belegt – beides in 11 Obergeschossen der Dorflindenstrasse 4 und den 6 Obergeschossen der Dorflindenstrasse 4b untergebracht, die zusammen eine Kubatur bilden. Im Sockelgeschoss ist der Esssaal untergebracht. 
Die Büros der städtischen Verwaltung sind im Block Schwamendingenstrasse 41 mit sechs Obergeschossen untergebracht. Anfänglich befand sich in diesem Gebäude auch ein Gantlokal im Erdgeschoss.
Die aus der Hauswirtschaftlichen Fortbildungsschule hervorgegangene Fachschule Viventa befindet sich in der Schwamendingenstrasse 39 mit drei Obergeschossen. Zu den 12 Unterrichtszimmern gehört auch eine unterirdische Turnhalle.
In der Dorflindenstrasse 2 befindet sich in vier Geschossen ein Jugendwohnheim mit 42 Einzelzimmern in acht Wohneinheiten. In der Schwamendingenstrasse 37 ist ein Café untergebracht. In den Sockelgeschossen der ganzen Überbauung sind Ladenlokale zu finden. Unter der Überbauung befinden sich eine zweigeschossige Tiefgarage für 116 Autos und 42 Motorräder sowie Luftschutzräume und Zivilschutzbunker.